# تاتا آیگ
تاتا آیگ (انگلیسی: TATA AIG) شرکت بیمه هندی است، که در سال ۲۰۰۱ تأسیس شد.